# Temporada de huracanes del Pacífico de 1998
La temporada de huracanes del Pacífico de 1998 fue una temporada por debajo del promedio en el Océano Pacífico. Tuvo seis huracanes mayores que estuvieron muy por encima del promedio. Esta temporada fue una temporada encima de lo normal desde que tengan registros, que también produjo trece tormentas nombradas en general, pero en el Océano Pacífico Central no se desarrollaron ni un ciclón tropical dentro del área de responsabilidad del Centro Nacional de Huracanes (NHC), que se encuentra al este de 140°W además una tormenta formada de esa área. En la estimación se formaron 13 tormentas nombradas, 9 huracanes y 6 huracanes mayores (categoría 3 a mayor de la Escala de huracanes de Saffir-Simpson).
La temporada inició oficialmente inició el 15 de mayo en el Pacífico oriental e inició 1 de junio en el Pacífico central, estos finalizarán el 30 de noviembre de 1998 en ambas zonas. Estas fechas convencionalmente delimitan durante el período de cada año cuando la mayor parte de ciclones tropicales se forman en el océano Pacífico. Sin embargo, la formación de ciclones tropicales es posible en cualquier momento del año.
El ciclón tropical más notable del año fue el huracán Isis, que mató a catorce personas cuando tocó tierra en el sur de Baja California Sur y la costa de Sinaloa en México. Isis causó daños considerables en la nación al tiempo que destruyó más de 700 casas y dañó docenas de automóviles. Más tarde produjo lluvias esporádicas en el suroeste de los Estados Unidos, lo que provocó algunos accidentes de tráfico. 
Además de Isis, la tormenta tropical Javier se desplazó a tocar tierra en la costa de Jalisco en México; la nación experimentó efectos indirectos de otras cuatro tormentas, todas las cuales permanecieron fuera de la costa. Un ciclón tropical, el huracán Lester, afectó a América Central y causó dos muertes en Guatemala. Tres ciclones tropicales trajeron lluvias ligeras a moderadas al sudoeste de los Estados Unidos, y un huracán provocó olas fuertes a lo largo de la costa de California. El huracán Madeline contribuyó a una inundación mortal y costosa en el sur de Texas.
La actividad de los ciclones tropicales comenzó el 11 de mayo cuando la tormenta tropical Agatha se formó en la costa del suroeste de México. No se formaron tormentas en el mes de mayo, aunque la temporada se activó en julio, cuando se desarrollaron tres tormentas, incluyendo el huracán Estelle, que fue la tercera tormenta más fuerte de la temporada, así como la tormenta tropical Celia. Durante el mes de agosto, los huracanes Georgette y Howard se formaron. Septiembre fue un mes relativamente tranquilo con dos tormentas, de las cuales una fue huracán Isis. Tres tormentas se desarrollaron en octubre, incluyendo el huracán Lester y no se formaron en el mes de noviembre. 

## Resumen de la temporada
| Rank | Daños totales     | Año  |
| ---- | ----------------- | ---- |
| 1    | ≥$13.071 billones | 2023 |
| 2    | $4.64 billones    | 2013 |
| 3    | $3.15 billones    | 1992 |
| 4    | >$2.51 billones   | 2024 |
| 5    | $1.62 billones    | 2010 |
| 6    | ≥$1.577 billones  | 2018 |
| 7    | $1.52 billones    | 2014 |
| 8    | $834 millones     | 1982 |
| 9    | $760 millones     | 1998 |
| 10   | $720 millones     | 1994 |

La Energía Ciclónica Acumulada (ECA) el índice total de la temporada de huracanes son 133.980 unidades. En términos generales, La Energía Ciclónica Acumulada es una medida de la potencia de una tormenta tropical o subtropical multiplicada por el tiempo que existió. Solo se calcula para avisos completos en sistemas tropicales y subtropicales específicos que alcanzan o superan las velocidades del viento de 39 mph (63 km/h).
La temporada produjo 13 tormentas nombradas, ligeramente por debajo del promedio de 15 tormentas con nombre por temporada. Sin embargo, el total de la temporada de nueve huracanes fue uno por encima del promedio, y el total de seis huracanes mayores superó el promedio de tres. La actividad durante la temporada se vio obstaculizada por el movimiento hacia el norte de la Zona de Convergencia Intertropical (ZCIT). La ZCIT, que normalmente se encuentra al sur del Golfo de Tehuantepec, se desplazó hacia el norte y hacia el centro y sur de México, haciendo que el ciclón se acercara a las temperaturas más frías de la superficie del mar, lo que limitó el número de tormentas que se formaron durante la temporada. Aunque un anticiclón semipermanente persistió durante el verano de 1998, causando que la mayoría de las tormentas permanecieran en el mar, algunas tormentas amenazaron la península de Baja California debido a una debilidad en el anticiclón. Excepto por el huracán Kay, todas las tormentas de la temporada se originaron a partir de las olas tropicales.

## Ciclones tropicales

### Tormenta tropical Agatha
Una onda tropical mal definida cruzó América Central hacia el este del Océano Pacífico el 8 de junio. A medida que avanzaba hacia el oeste bajo la influencia de una cresta al norte, se desarrolló una amplia circulación. Poco a poco, el centro de circulación dominante se definió mejor, con una convección cada vez más organizada y el desarrollo de características de anillado. A principios del 11 de junio, el centro se asoció lo suficiente con la convección del Centro Nacional de Huracanes (NHC) para clasificar el sistema como la depresión tropical Uno-E. Esto ocurrió mientras el área de clima inestable estaba a unas 460 millas (765 km) al sur-suroeste de Acapulco, Guerrero, México.
El centro de la depresión no estaba inicialmente bien definido, con salida restringida en la mitad este de la circulación. Como tal, la depresión no logró ninguna organización significativa en los días posteriores a su formación. Más tarde, una ola tropical que se aproximaba se fusionó con la depresión, dando como resultado una tendencia a la intensificación y una mayor organización. Para el 13 de junio, el Centro Nacional de Huracanes actualizó la depresión al estado de tormenta tropical, y le dio el nombre de Agatha. Agatha estaba a unas 650 millas (1,050 km) al sur-sureste de Cabo San Lucas, Baja California Sur cuando se convirtió en una tormenta tropical. Cuando Agatha se convirtió en una tormenta tropical, los meteorólogos predijeron que no se fortalecería aún más, debido a que su trayectoria prevista pasaría sobre aguas más frías. Sin embargo, Agatha se fortaleció rápidamente, desarrollando una banda curva de convección envolviendo su centro, y en la mañana del 11 de junio alcanzó una intensidad máxima de 65 mph (100 km/h) con una presión barométrica de  993 mbar (hPa; 29.33 inHg) mientras que aproximadamente 615 millas (985 km) al suroeste del extremo sur de Baja California. Agatha mantuvo vientos máximos durante aproximadamente 12 horas antes de moverse sobre aguas más frías y se debilitó gradualmente. El 15 de junio, degeneró nuevamente en una depresión tropical, y un día después, se disipó sobre las aguas abiertas del Océano Pacífico. La tormenta nunca afectó al país.

### Depresión tropical Dos-E
Unos días más tarde, otra perturbación tropical que se desplazaba hacia el oeste fue paralela a la costa sur de América Central y México. La convección en el área se organizó de manera constante, y el 19 de junio a última hora, el sistema se convirtió en depresión tropical Dos-E a unas 260 millas (420 km) al sursuroeste de Manzanillo, México. Al convertirse en una depresión tropical, el sistema mantuvo una circulación grande, alargada y de bajo nivel con algunas características de anillado y una salida restringida debido a la cizalladura del viento. El Centro Nacional de Huracanes primero predijo que la depresión se intensificaría, alcanzando vientos de 50 mph (85 km/h), aunque dos modelos de computadora proyectaron que se disipara rápidamente. 
Bajo la influencia de una cresta subtropical sobre México, la depresión se movió hacia el oeste-noroeste, y, bajo la influencia del aumento de la cizalladura del viento, la depresión no se organizó significativamente. Para el 20 de junio, el centro de circulación estaba parcialmente expuesto, y estaba ubicado al noreste de la convección primaria, rasgos que señalan una tormenta débil. Dos-E se acercó al estado de tormenta tropical, aunque la convección profunda disminuyó después de que el sistema se movió sobre aguas más frías. El 21 de junio, el Centro Nacional de Huracanes emitió el último aviso sobre la depresión, indicando que la depresión mantuvo una circulación bien definida y de bajo nivel, pero no tuvo una convección asociada con el sistema. Las fuertes lluvias locales cayeron en el suroeste de México en asociación con este sistema, alcanzando un máximo de 5,55 pulgadas (141 mm) en Las Gaviotas/Compostela.

### Huracán Blas
El 8 de junio, una onda tropical surgió en la costa de África. La ola permaneció débil e indescriptible cuando cruzó el océano Atlántico y entró en el Océano Pacífico oriental el 19 de junio. Un área de convección se desarrolló y organizó a lo largo del eje de la ola, y el Centro Nacional de Huracanes comenzó a emplear clasificaciones Dvorak el 20 de junio. Bandas convectivas Las características aumentaron a medida que la amplia circulación se definió mejor, y el 22 de junio, la perturbación se convirtió en depresión tropical Tres E a unas 575 millas (925 km) al sur del Golfo de Tehuantepec. Las corrientes de dirección bien definidas dieron como resultado un movimiento general de oeste a noroeste. La convección profunda se concentró cerca del centro, y alrededor de 12 horas después de convertirse en una depresión tropical, el sistema se fortaleció en la tormenta tropical que fue nombrada Blas a unas 400 millas (640 km) al sur de Puerto Ángel, Oaxaca.
Blas continuó organizándose a medida que avanzaba paralelamente a la costa mexicana. Las características de las bandas aumentaron, y el 23 de junio la tormenta alcanzó el estado de huracán a unas 345 millas (555 km) al suroeste de Acapulco. Al día siguiente, un ojo se desarrolló y se hizo aparente en las imágenes de satélite, mientras que el flujo de salida de nivel superior se mejoró. Blas se fortaleció rápidamente y alcanzó su intensidad máxima el 25 de junio, con vientos máximos sostenidos de 140 mph (225 km/h), mientras que alrededor de 575 millas (925 km) al sur-sureste del extremo sur de Baja California. Las temperaturas se calentaron en la convección alrededor del ojo, aunque el ojo permaneció visible durante varios días mientras Blas giraba hacia el oeste bajo la influencia de una cresta al norte. El 28 de junio, degeneró en una tormenta tropical luego de ingresar a un área de agua más fría. Blas se debilitó a una depresión tropical el 30 de junio, y un día después se consideró que se había disipado debido a la falta de convección cerca del centro. Un remolino de nubes de bajo nivel remanente persistió por varios días, pasando bien al sur de Hawái el 5 de julio antes de disiparse. 
The Associated Press atribuyó 4 muertes a un deslizamiento en Michoacán a Blas. Sin embargo, como la convección primaria permaneció fuera de la costa, el Centro Nacional de Huracanes no consideró las muertes relacionadas con el huracán. La amenaza de Blas hizo que los funcionarios en Acapulco cerraran el puerto a toda la navegación.

### Tormenta tropical Celia
El 1 de julio, surgió otra ola tropical en la costa de África. Se movió hacia el oeste debido a la fuerte cizalladura del viento sin organización adicional, y cruzó América Central en el Océano Pacífico oriental el 11 de julio. Un área de convección organizativa se desarrolló a lo largo del eje de la ola, y las clasificaciones de Dvorak comenzaron el 13 de julio, mientras que la onda tropical del Golfo de Tehuantepec. Las bandas nubosas pronto se desorganizó y el área de clima perturbado continuó hacia el oeste-noroeste. El 16 de julio, la convección aumentó y se organizó en características de anillado; Temprano el 17 de julio, el sistema se convirtió en depresión tropical Cuatro-E a unas 150 millas (240 km) al sur de Manzanillo, México. Poco después de convertirse en una depresión tropical, la tormenta se organizó rápidamente e intensificó en la tormenta tropical Celia seis horas después de convertirse en una depresión tropical. 
La tormenta tropical inicialmente se movió hacia el noroeste y amenazó brevemente al sur de Baja California. Como resultado, el gobierno de México emitió una advertencia de tormenta tropical el 18 de julio para La Paz hacia el sur. Poco después, un anticiclón de nivel medio a superior giró a Celia hacia el oeste-noroeste y lo forzó a pasar unas 150 millas (240 km) al sur-suroeste de Cabo San Lucas. El 19 de julio, Celia logró vientos máximos sostenidos de 60 mph (95 km/h) antes de moverse sobre aguas más frías y disminuir en convección. La tormenta degeneró en una depresión tropical el 20 de julio, y Celia se disipó temprano el 21 de julio, muy lejos de la costa mexicana.
La perturbación tropical precursora produjo una fuerte precipitación local a lo largo de la costa sur de México. Las autoridades en México cerraron el puerto de Acapulco a pequeñas embarcaciones recreativas y pesqueras, y aconsejaron a las naves más grandes que tengan precaución. El daño de la tormenta, si lo hay, se desconoce.

### Huracán Darby
Una onda tropical se desplazó hacia la costa de África el 4 de julio. Avanzó hacia el oeste a través del Océano Atlántico con poco aumento de convección y cruzó América Central hacia el Océano Pacífico el 16 de julio. Tres días más tarde, la convección comenzó a aumentar a lo largo del eje de la ola mientras que la ola estaba bien al sur de Acapulco, Guerrero, México. El 21 de julio, las clasificaciones de Dvorak comenzaron cuando el patrón de nubes mostraba una curvatura en las imágenes de satélite. Las características de bandas convectivas se desarrollaron gradualmente, y se estima que el sistema se organizó en depresión tropical Cinco-E el 23 de julio a unas 720 millas (1,160 km) al sur del extremo sur de la península de Baja California. Bajo la influencia de una cresta de nivel medio a superior hacia el norte, la depresión siguió al oeste-noroeste. La convección se volvió más concentrada a medida que el flujo de salida se organizaba aún más, y 18 horas después de que la depresión se desarrolló por primera vez, se intensificó en la tormenta tropical Darby.
Ubicado en un área propicia para un mayor desarrollo, Darby alcanzó el estado de huracán el 24 de julio, luego del desarrollo de un ojo de 27 km (17 millas) de ancho. El ojo se volvió más distintivo mientras que estaba rodeado por un área de convección profunda, y el 25 de julio el huracán alcanzó vientos máximos de 115 mph (185 km/h) a unas 850 millas (1,370 km) al suroeste de Cabo San Lucas. El ojo pronto desapareció en las imágenes satelitales, que se cree que provienen de un ciclo de reemplazo de la pared del ojo, y los vientos de Darby se debilitaron a aproximadamente 105 mph (170 km/h). Luego se desarrolló un ojo de 25 millas (40 km), y el 26 de julio, el huracán se re-intensificó para alcanzar vientos máximos de 115 mph (185 km/h). Durante un período de 30 horas, Darby alcanzó las características de un huracán anular, conservando una estructura bien definida con pocas características de anillado durante un período prolongado. 
El huracán comenzó a debilitarse al entrar en un área de agua más fría y aumentó la cizalladura del viento, y después de cruzar al área de responsabilidad del Centro de Huracanes del Pacífico Central, Darby se debilitó a una tormenta tropical el 29 de julio. La tormenta degeneró en una depresión tropical el 31 de julio, y temprano el 1 de agosto, Darby se disipó a una distancia moderada al norte de las islas hawaianas. Nunca afectó a la tierra.

### Huracán Estelle
El 18 de julio, una onda tropical salió de la costa occidental de África y se desplazó hacia el oeste a través del Océano Atlántico con convección esporádica pero sin desarrollo. La ola cruzó el Mar Caribe y el sur del Golfo de México antes de cruzar Centroamérica hacia el Océano Pacífico oriental el 28 de julio. A principios del 29 de julio, las clasificaciones de Dvorak comenzaron en el sistema, y luego de la formación de bandas y una circulación superficial , el sistema se convirtió en la depresión tropical Seis-E a unas 170 millas (275 km) al sureste de Manzanillo, México. La depresión continuó organizándose, con el aumento de la convección y el flujo de salida del nivel superior, y a principios del 30 de julio la depresión se intensificó en la tormenta tropical Estelle.
La tormenta tropical Estelle se intensificó gradualmente a medida que avanzaba hacia el oeste-noroeste, un movimiento causado por un gran anticiclón hacia el norte. El 31 de julio, la tormenta alcanzó el estado de huracán a unas 550 millas (885 km) al sur-sureste del extremo sur de Baja California. Su intensificación continuó cuando un ojo bien definido de aproximadamente 30 millas (48 km) de diámetro se hizo visible en las imágenes satelitales, y el 2 de agosto, Estelle alcanzó su intensidad máxima de 135 mph (215 km/h). El huracán pronto comenzó a debilitarse a medida que la convección profunda disminuía y el ojo desaparecía en las imágenes satelitales. Dos días después de alcanzar un pico en intensidad, Estelle se debilitó a un estado de tormenta tropical. A última hora del 4 de agosto, la convección asociada con la tormenta se disipó, y al día siguiente la tormenta se debilitó al estado de depresión tropical. La convección volvió a desarrollarse brevemente el 6 de agosto, aunque la mayor cizalladura del viento y el agua más fría debilitaron aún más la depresión. Dos días después, Estelle se disipó a unas 400 millas (645 km) al este-noreste de las islas hawaianas. Las olas altas de Estelle afectaron el sur de California, lo que provocó una serie de rescates de salvavidas.
La tormenta interrumpió los vientos alisios alrededor de Hawái, lo que provocó vientos ligeros y lluvias en Kauai y Oahu.

### Tormenta tropical Frank
El 19 de julio, una onda tropical se movió fuera de la costa de África occidental. Una circulación de nivel medio se desarrolló al sur de Cabo Verde el 22 de julio, aunque la ola se volvió menos distinta a medida que continuaba hacia el oeste. El eje de la ola cruzó América Central hacia el este del Océano Pacífico el 31 de julio. La convección aumentó constantemente, aunque no fue hasta el 4 de agosto cuando la convección comenzó a organizarse. Las clasificaciones Dvorak comenzaron el 4 de agosto y, después de la formación de una circulación de bajo nivel, el sistema se convirtió en depresión tropical Siete-E el 6 de agosto a unas 550 millas (885 km) al sur del extremo sur de la península de Baja California. La depresión siguió en general hacia el norte, bajo la influencia de una cresta subtropical sobre México y un canal de nivel medio hacia el oeste. El centro de la depresión inicialmente se alargó, con la cizalladura del viento del norte impactando en la estructura del ciclón. Esto al principio impidió un mayor fortalecimiento, aunque la convección aumentó y se organizó en características de bandas a medida que se movía a través de un área de agua caliente.
El 8 de agosto, la depresión se intensificó en la tormenta tropical Frank, y pronto se dirigió hacia el norte-noroeste, rozando la costa occidental de Baja California. El 9 de agosto, Frank alcanzó vientos máximos de 45 mph (75 km/h) a unas 105 millas (170 km) al oeste-noroeste de Ciudad Constitución. Se volvió hacia el noroeste, con una parte de la circulación de la tierra, y se debilitó constantemente después de moverse sobre agua más fría. El 10 de agosto, Frank se disipó a poca distancia de Baja California.
El 8 de agosto, el gobierno de México emitió una advertencia de tormenta tropical para partes de la península suroeste de Baja California. Las autoridades ordenaron la evacuación de algunos residentes cerca de Cabo San Lucas, cuyo puerto estaba cerrado, debido a la amenaza de deslizamientos de tierra. Se reportaron vientos huracanados y lluvias moderadas en un área localizada de Baja California Sur, con un máximo de lluvia de 9.61 pulgadas (244 mm) en Santa Anita, cerca de Los Cabos. La humedad de Frank se extendió al suroeste de Estados Unidos, produciendo más de 2 pulgadas (50 mm) de lluvia en el sur de California y Arizona. Una agencia de noticias atribuyó tres muertes a la tormenta, aunque en otros lugares no hubo informes de daños.

### Huracán Georgette
El 4 de agosto se observó por primera vez una onda tropical en el Océano Pacífico oriental en asociación con la Zona de Convergencia Intertropical. Se rastreó hacia el oeste, y hacia el 9 de agosto una circulación de bajo nivel se formó bien al sur de México. Las características de anillamiento aumentaron cuando el sistema se separó de la Zona de Convergencia Intertropical y, el 11 de agosto, el sistema se convirtió en depresión tropical Ocho-E a unas 730 millas (1,170 km) al suroeste de Acapulco. Al convertirse en un ciclón tropical, la depresión mantuvo un área de convección profunda concentrada cerca del centro. El Centro Nacional de Huracanes inicialmente predijo que la depresión se intensificaría lentamente y alcanzaría vientos de 70 mph (115 km/h) dentro de las 72 horas. Durante gran parte del resto de la tormenta, el Centro Nacional de Huracanes subestimó la intensidad del ciclón.
La depresión rastreó constantemente hacia el noroeste, causada por su ubicación a lo largo de la periferia occidental de una cresta subtropical. Retendría esa dirección durante la mayor parte de su duración restante. A última hora del 11 de agosto, se intensificó en la tormenta tropical Georgette, y dos días más tarde alcanzó el estado de huracán después de desarrollar un ojo de 40 millas (65 km) a unas 615 millas (990 km) al sursuroeste de Cabo San Lucas. El ojo se hizo cada vez más distinto, mientras que las características de anillado se organizaron muy bien. Georgette alcanzó vientos máximos de 115 mph (185 km/h) mientras estaba centrado a 690 millas (1,110 km) al oeste-suroeste del extremo sur de Baja California. El huracán pronto se movió sobre agua más fría y comenzó a debilitarse a medida que la convección se calentaba y disminuía. El 16 de agosto, degeneró en una tormenta tropical, y Georgette se disipó el 17 de agosto sin afectar la tierra.

## Nombres de los ciclones tropicales
| Océano Pacífico nororiental y central                                  | Océano Pacífico nororiental y central                                                                | Océano Pacífico nororiental y central |
| ---------------------------------------------------------------------- | --- | --- |
| - Agatha - Blas - Celia - Darby - Estelle - Frank - Georgette - Howard | - Isis - Javier - Kay - Lester - Madeline - Newton (sin usar) - Orlene (sin usar) - Paine (sin usar) | - Roslyn (sin usar) - Seymour (sin usar) - Tina (sin usar) - Virgil (sin usar) - Winifred (sin usar) - Xavier (sin usar) - Yolanda (sin usar) - Zeke (sin usar) |
| Océano Pacífico central                                                | | |
| - Upana (sin usar) - Wene (sin usar)                                   | - Alika (sin usar) - Ele (sin usar)                                                                  | - Huko (sin usar) - Ioke (sin usar) |

Los ciclones tropicales son fenómenos que pueden durar desde unas cuantas horas hasta un par de semanas o más. Por ello, puede haber más de un ciclón tropical al mismo tiempo y en una misma región. Los pronosticadores meteorológicos asignan a cada ciclón tropical un nombre de una lista predeterminada, para identificarlo más fácilmente sin confundirlo con otros. La Organización Meteorológica Mundial (OMM) ha designado centros meteorológicos regionales especializados a efectos de monitorear y nombrar los ciclones.
Los nombres retirados, en caso, serán anunciados por la Organización Meteorológica Mundial en la primavera de 1999. Los nombres que no fueron retirados serán usados de nuevo en la temporada del 2004. Esta es la misma lista utilizada en la hiperactiva temporada del 1992.
Para las tormentas que se forman en el área de responsabilidad del Centro de Huracanes del Pacífico Central, que abarca el área entre 140 grados al oeste y la línea internacional de cambio de fecha, todos los nombres se utilizan en una serie de cuatro listas rotatorias. Los siguientes cuatro nombres que estaban programados para su uso en 1998 se muestran a continuación. Los siguientes nombres serán usados para los ciclones tropicales que se formen en el Océano Pacífico en 1998. Los nombres no usados están marcados con gris, y los nombres en negrita son de las tormentas formadas. 

## Energía Ciclónica Acumulada
La Energía Ciclónica Acumulada (ACE, por sus siglas en inglés) es una medida de la energía del huracán multiplicado por la longitud del tiempo en que existió; las tormentas de larga duración, así como huracanes particularmente fuertes, tienen ACE alto. El ACE se calcula solamente a sistemas tropicales que exceden los 34 nudos (39 mph, 63 km/h), o sea, fuerza de tormenta tropical.
| 1             | 29.27 | Howard   | 2  | 23.74 | Lester    |
| 3             | 19.65 | Blas     | 4  | 18.31 | Darby     |
| 5             | 14.6  | Estelle  | 6  | 11.18 | Georgette |
| 7             | 5.49  | Madeline | 8  | 2.69  | Isis      |
| 9             | 2.20  | Agatha   | 10 | 2.15  | Kay       |
| 11            | 2.02  | Celia    | 12 | 1.91  | Javier    |
| 13            | 0.77  | Frank    | 14 |       |           |
| Total: 133.98 |       |          |    |       |           |